# Matthieu Dupont

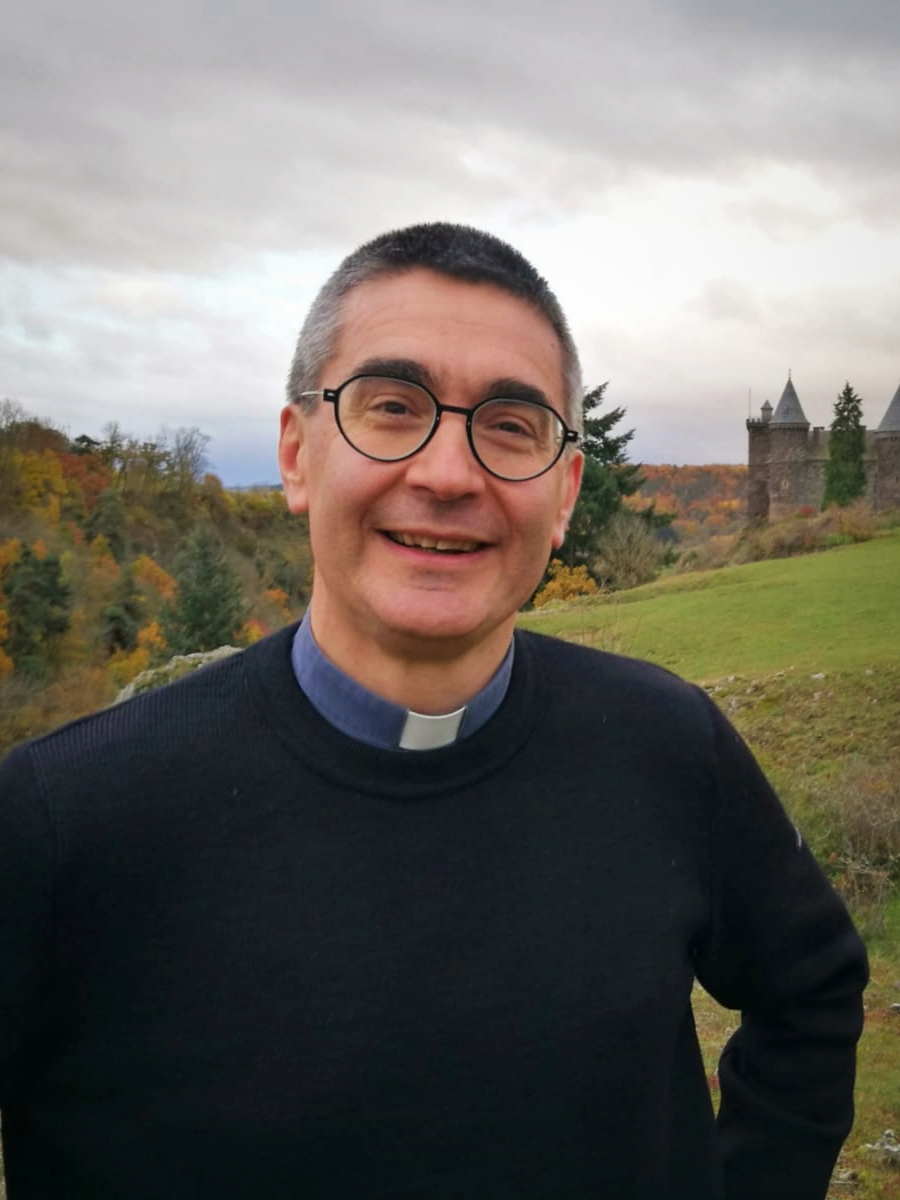
Matthieu Dupont, 2024

Bischofswappen

Matthieu Henri Fabien Dupont (* 11. Dezember 1973 in Versailles) ist ein französischer römisch-katholischer Geistlicher und Bischof von Laval.

## Leben
Matthieu Dupont studierte zunächst Pharmazie an der Universität Paris-Süd und wurde in diesem Fach promoviert. Anschließend trat er in das Priesterseminar ein und studierte Philosophie und Theologie an der Päpstlichen Universität Gregoriana in Rom. Der Bischof von Versailles, Éric Aumonier, spendete ihm am 23. Juni 2002 in der Kirche von Rambouillet die Diakonenweihe. Am 29. Juni 2003 empfing er durch Bischof Aumonier in der Kathedrale von Versailles das Sakrament der Priesterweihe für das Bistum Versailles.
Nach weiteren Studien erwarb er 2005 am Päpstlichen Institut Johannes Paul II. für Studien zu Ehe und Familie das Lizenziat in Theologie. Neben Aufgaben in der Pfarrseelsorge wurde er im selben Jahr Mitarbeiter in der Berufungspastoral des Bistums und Dozent am Diözesanseminar. Ab 2011 war er Mitglied des Rates der Oberen der Seminare und Dozent für Moraltheologie. Ein Jahr später wurde er Mitarbeiter in der Begleitung der Seminaristen; ab 2014 war er Regens des Diözesanseminars.
Papst Franziskus ernannte ihn am 9. Januar 2024 zum Bischof von Laval. Der Erzbischof von Rennes, Pierre d’Ornellas, spendete ihm am 9. März desselben Jahres in der Wallfahrtskirche Notre-Dame de l’Espérance in Pontmain die Bischofsweihe. Mitkonsekratoren waren sein Amtsvorgänger Thierry Scherrer, Bischof von Perpignan-Elne, und der Bischof von Versailles, Luc Crépy CIM. Die Amtseinführung in der Kathedrale von Laval fand am folgenden Tag statt. Sein Wahlspruch lautet Ecce Agnus Dei (deutsch: Seht, das Lamm Gottes).